# Пети, Эжен
Эжен Пети (фр. Eugène Petit; 8 июля 1838, Париж — 19 ноября 1886, IX округ Парижа) — французский художник, мастер охотничьих сцен и натюрмортов.

## Биография
Родился в 1838 году в Париже. Всю свою жизнь работал в том же городе. Впервые выставил свои картины на Парижском салоне 1863 года. Специализировался на натюрмортах и сценах охоты. При жизни художника его работы пользовались успехом и охотно приобретались его современниками. Ныне многие из них хранятся в собраниях французских государственных музеев (в Каркассоне, Компьене, Руане, Сент-Этьене и др. местах). Многие работы Пети по-прежнему находятся в частных собраниях и время от времени продаются на аукционах. Так, в 2013 году на торгах аукционного дома Сотбис в Нью-Йорке охотничья сцена кисти Пети «Сеттеры взяли след» была продана за 13 тысяч долларов.
Скончался художник в 1886 году.

## Галерея

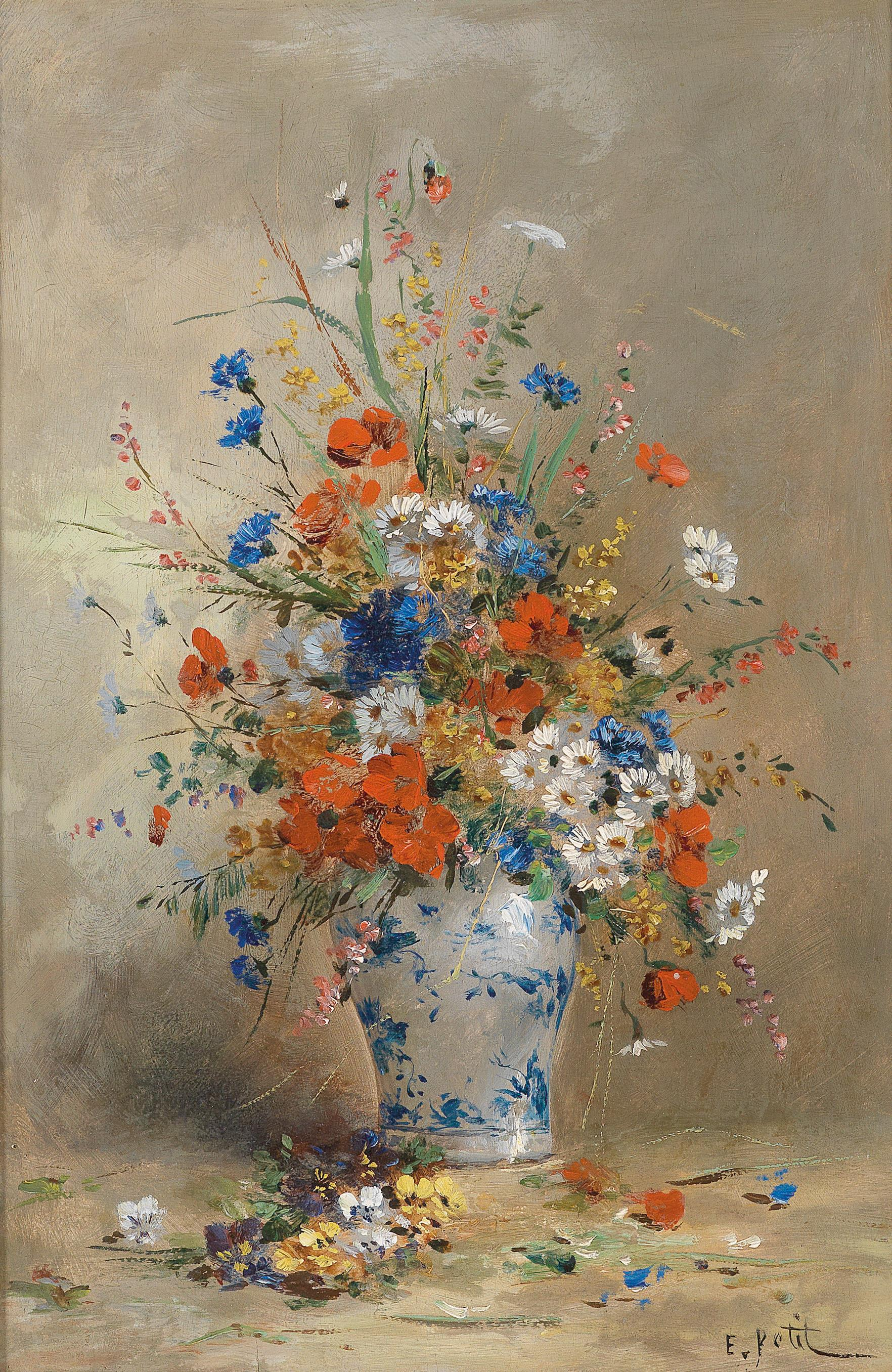
Натюрморт с полевыми цветами в фаянсовой вазе
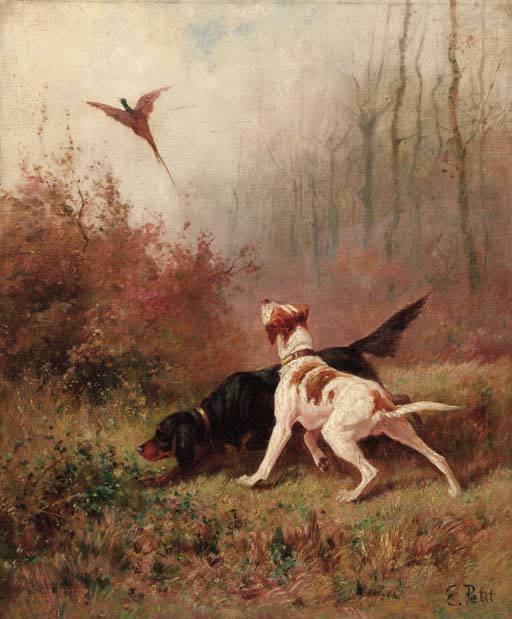
Охота на фазанов («Погоня»)
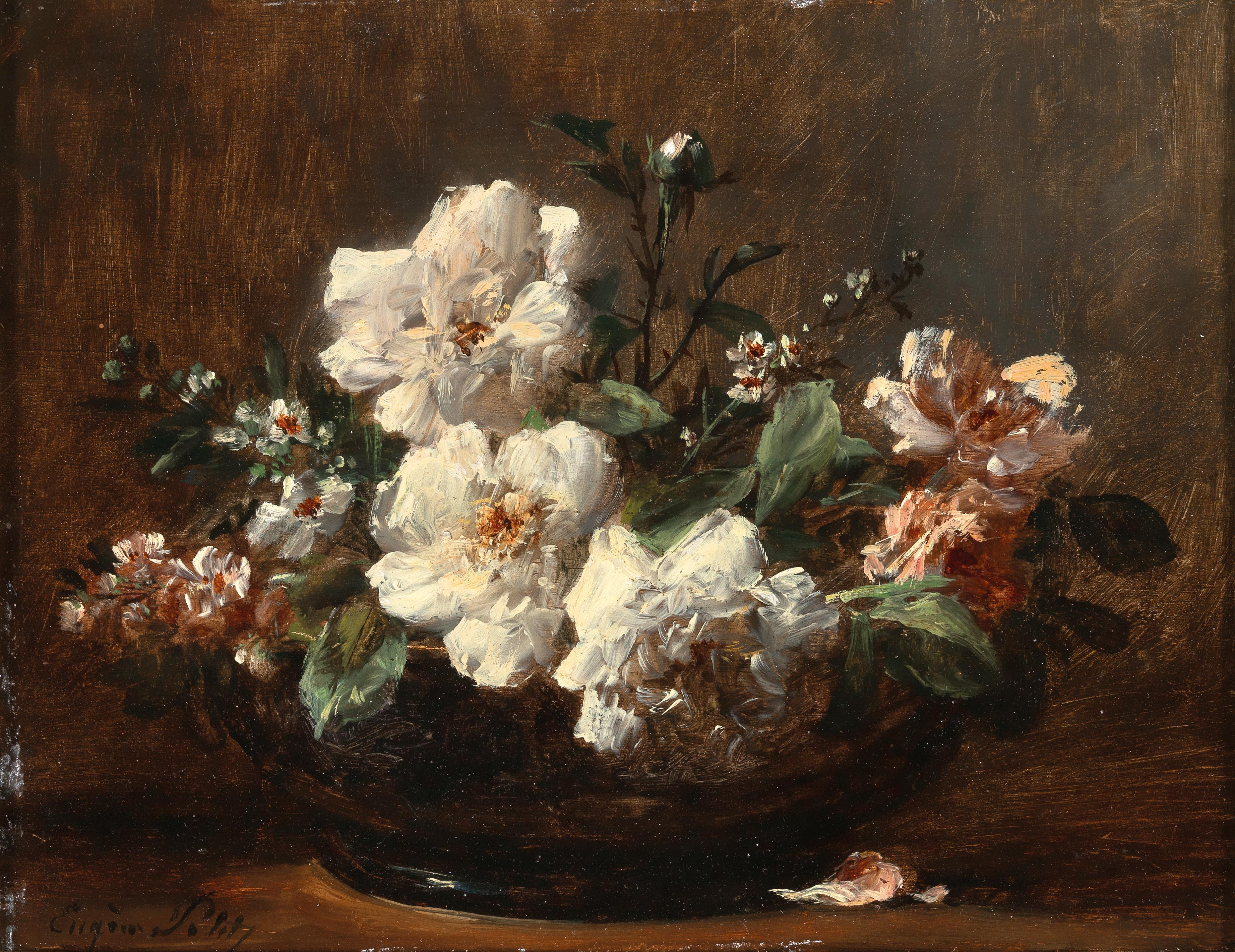
Розы в фаянсовой вазе